# Каменица (Горњи Милановац)
Каменица је насеље у Србији у општини Горњи Милановац у Моравичком округу. Према попису из 2022. године имало је 16 становника.
Каменица је удаљена од Горњег Милановца 43 км. Налази се на старом путу за Пожегу, на подручју ужичке Црне горе, на надморској висини од 480 до 660 м и површини од 3.154 ха.

## Историја
Староседелачко становништво иселило се пред најездом Турака. У 18. веку доселило се ново становништво из Старог Влаха и Црне Горе.
Село Дружетићи први пут се помиње у турском попису 1525. године под именом Каменица. До 1991. године Каменица и Дружетићи били су једно село. Тада су се поделили и свако од њих добило је статус села.
Школа је отворена 1889. године. Село се налази у црквеној парохији цркве Светог пророка Илије у Каменици. Сеоска слава је трећи дан Тројица.

## Демографија
У насељу Каменица живи 35 пунолетних становника, а просечна старост становништва износи 48,8 година (43,9 код мушкараца и 53,5 код жена). У насељу има 14 домаћинстава, а просечан број чланова по домаћинству је 2,64.
Ово насеље је у потпуности насељено Србима (према попису из 2002. године), а у последња три пописа, примећен је пад у броју становника.
|  |

| Демографија | Демографија | Демографија |
| Година      | Становника  | Становника  |
| ----------- | ----------- | ----------- |
| 1948.       | 74          |             |
| 1953.       | 85          |             |
| 1961.       | 61          |             |
| 1971.       | 65          |             |
| 1981.       | 64          |             |
| 1991.       | 43          | 42          |
| 2002.       | 37          | 37          |
| 2011.       | 35          |             |

| Етнички састав према попису из 2002.‍ | Етнички састав према попису из 2002.‍ | Етнички састав према попису из 2002.‍ | Етнички састав према попису из 2002.‍ | Етнички састав према попису из 2002.‍ |
| ------------------------------------ | ------------------------------------ | ------------------------------------ | ------------------------------------ | ------------------------------------ |
|                                      |                                      |                                      |                                      |                                      |
| Срби                                 | Срби                                 |                                      | 37                                   | 100,0%                               |
| непознато                            | непознато                            |                                      | 0                                    | 0,0%                                 |

| Година пописа     | 1948. | 1953. | 1961. | 1971. | 1981. | 1991. | 2002. |
| ----------------- | ----- | ----- | ----- | ----- | ----- | ----- | ----- |
| Број домаћинстава | 21    | 24    | 18    | 21    | 20    | 15    | 14    |

| Број чланова      | 1 | 2 | 3 | 4 | 5 | 6 | 7 | 8 | 9 | 10 и више | Просек |
| ----------------- | - | - | - | - | - | - | - | - | - | --------- | ------ |
| Број домаћинстава | 4 | 4 | 2 | 1 | 3 | 0 | 0 | 0 | 0 | 0         | 2,64   |

| Пол    | Укупно | Неожењен/Неудата | Ожењен/Удата | Удовац/Удовица | Разведен/Разведена | Непознато |
| ------ | ------ | ---------------- | ------------ | -------------- | ------------------ | --------- |
| Мушки  | 18     | 9                | 9            | 0              | 0                  | 0         |
| Женски | 19     | 4                | 9            | 5              | 1                  | 0         |
| УКУПНО | 37     | 13               | 18           | 5              | 1                  | 0         |

| Пол    | Укупно                    | Пољопривреда, лов и шумарство | Рибарство                            | Вађење руде и камена | Прерађивачка индустрија       |
| ------ | ------------------------- | ----------------------------- | ------------------------------------ | -------------------- | ----------------------------- |
| Мушки  | 9                         | 6                             | 0                                    | 0                    | 1                             |
| Женски | 6                         | 3                             | 0                                    | 0                    | 0                             |
| УКУПНО | 15                        | 9                             | 0                                    | 0                    | 1                             |
| Пол    | Производња и снабдевање   | Грађевинарство                | Трговина                             | Хотели и ресторани   | Саобраћај, складиштење и везе |
| Мушки  | 0                         | 0                             | 0                                    | 0                    | 0                             |
| Женски | 0                         | 0                             | 1                                    | 0                    | 1                             |
| УКУПНО | 0                         | 0                             | 1                                    | 0                    | 1                             |
| Пол    | Финансијско посредовање   | Некретнине                    | Државна управа и одбрана             | Образовање           | Здравствени и социјални рад   |
| Мушки  | 0                         | 0                             | 0                                    | 1                    | 0                             |
| Женски | 0                         | 0                             | 0                                    | 0                    | 0                             |
| УКУПНО | 0                         | 0                             | 0                                    | 1                    | 0                             |
| Пол    | Остале услужне активности | Приватна домаћинства          | Екстериторијалне организације и тела | Непознато            | Непознато                     |
| Мушки  | 1                         | 0                             | 0                                    | 0                    | 0                             |
| Женски | 0                         | 0                             | 0                                    | 1                    | 1                             |
| УКУПНО | 1                         | 0                             | 0                                    | 1                    | 1                             |

## Галерија
- Улаз у село
- Месна канцеларија и амбуланта
- Пут за село Богданица и Гојну Гору
- Главна улица у селу
- Главна улица у селу
- Мост преко реке Каменице
- Основна школа „Иво Андрић“ Прањани, одељење у Каменици
- Школско двориште
- Споменик палим борцима из села Дружетићи током Првог и Другог светског рата, Каменица
- Земљорадничка задруга
- Река Каменица
- Црква Светог Илије
- Црква Светог Илије
- Црква Светог Илије, спомен-плоче на фасади
- Некадашњи изглед цркве Светог Илије